# Almuth Beck
Almuth Beck (* 4. Oktober 1940 in Sonneberg) ist eine ehemalige deutsche Lehrerin und Politikerin (SED, PDS). Sie war die erste Abgeordnete, der ein Landtagsmandat wegen ihrer Tätigkeit als IM des Ministeriums für Staatssicherheit entzogen werden sollte. Dies und der erfolgreicher Prozess dagegen erweckten bundesweites Aufsehen.

## Leben
Almuth Beck studierte nach dem Abitur von 1958 bis 1962 an der Friedrich-Schiller-Universität in Jena und beendete das Studium mit dem Staatsexamen als Fachlehrerin für Geschichte und Deutsch. 1962 bis 1965 arbeitete sie als Lehrerin/stellvertretende Direktorin an der Oberschule Föritz, Kreis Sonneberg. 1965 bis zur Wende 1990 war sie Referentin für Kader/Arbeitsrecht bei der Abteilung Volksbildung im Rat des Kreises Sonneberg. 1970 bis 1973 absolvierte sie ein Fernstudium an der Karl-Marx-Universität Leipzig mit dem Abschluss als Diplom-Pädagoge für pädagogische Psychologie. Sie gehörte seit 1957 der SED an und unterschrieb in ihrer Zeit im Rat des Kreises eine Verpflichtungserklärung für die Stasi.
1990 wurde sie Lehrerin an der Regelschule Mengersgereuth-Hämmern und arbeitete von 1992 bis 1994 als Lehrerin in der Erwachsenenbildung.
Bei der Landtagswahl in Thüringen 1994 wurde sie für die PDS in den Thüringer Landtag gewählt. 1996 wurde sie Mitglied des Landesvorstandes der PDS Thüringen. Gemäß § 1 Abs. 2 des Thüringer Abgeordnetengesetzes vom 7. Februar 1991 war geregelt, dass Abgeordnete, die wissentlich mit dem MfS als IM zusammengearbeitet hatten, ihr Abgeordnetenmandat verlieren sollten. In der ersten Wahlperiode hatte es darüber und über eine Regelanfrage beim Bundesbeauftragten für die Stasi-Unterlagen Konsens gegeben. In der zweiten Wahlperiode lehnte die PDS ab. Gegen den Beschluss der Mehrheit des Landtags vom 18. Mai 1995, auch gegen den Willen der einzelnen Abgeordneten eine solche Überprüfung vorzunehmen, klagten die PDS-Abgeordneten Ursula Fischer, Konrad Scheringer und Almuth Beck erfolgreich vor dem Thüringer Verfassungsgerichtshof. Dieser stellte fest, dass es für diesen Schritt keine Gesetzesgrundlage gebe. Eine Regelung in der Geschäftsordnung des Landtages reiche nicht. Darauf verabschiedete der Landtag mit dem Thüringer Abgeordnetenüberprüfungsgesetz die geforderte Gesetzesgrundlage. Am 29. April 1999 beschloss der Landtag gemäß § 8 Thüringer Abgeordnetenüberprüfungsgesetz die Aberkennung des Landtagsmandates von Almuth Beck. Gegen diesen Beschluss richtete sich eine Normenkontrollklage der PDS-Fraktion.
Diese Klage war erfolgreich, der Verfassungsgerichtshof hielt das Abgeordnetenüberprüfungsgesetz für nicht von der Verfassung gedeckt.
In eine Prüfung der Stasi-Vorwürfe selbst trat der Verfassungsgerichtshof nicht ein. Da er das Gesetz für unwirksam erklärt hatte, kam es auf die Richtigkeit der Stasi-Vorwürfe nicht an. Almuth Beck hatte immer behauptet, die Verpflichtungserklärung sei als „Schweigeerklärung“ im Rahmen ihrer dienstlichen Kontakte mit dem DDR-Geheimdienst zu verstehen. Daneben erklärte sie „Ich habe niemandem geschadet“.
Bei der Landtagswahl in Thüringen 1999 wurde Beck nicht wieder aufgestellt und schied aus dem Landtag aus.